# Slag om Fort Stevens
De Slag om Fort Stevens vond plaats op 11 juli en 12 juli 1864 ten noordwesten van Washington D.C. als deel van de veldtochten in de Shenandoahvallei tijdens de Amerikaanse Burgeroorlog. De opponenten waren de Zuidelijke luitenant-generaal Jubal A. Early en de Noordelijke generaal-majoor Alexander McD. McCook. Hoewel de verschijning van Early voor de Noordelijke hoofdstad tot enige consternatie leidde, zorgde de sterke verdediging van het fort en de versterkingen van generaal-majoor Horatio G. Wright ervoor dat de Zuidelijken na twee dagen van schermutselingen zich terugtrokken. Bij de slag was de Noordelijke president Abraham Lincoln rechtstreeks getuige van het volledige gebeuren.

## Achtergrond
In juni 1864 kreeg luitenant-generaal Jubal A. Early de opdracht van generaal Robert E. Lee om met het Second Corps van het Army of Northern Virginia
naar de Shenandoahvallei op te trekken om daar de Noordelijken te verjagen. Indien mogelijk diende hij daarna Maryland binnen te vallen, de Ohio & Baltimore-spoorweg te vernietigen en Washington te bedreigen. Lee hoopte dat de Noordelijke luitenant-generaal Ulysses S. Grant troepen zou verplaatsen van Petersburg naar Washington om de hoofdstad te verdedigen.
Nadat de Noordelijken, aangevoerd door generaal-majoor David Hunter, in de Slag bij Lynchburg op 18 juni 1864 werden verjaagd uit de Shenandoahvallei, rukten de Zuidelijken op. Ze trokken Maryland binnen op 5 juli bij Sharpsburg. Daarna marcheerden ze verder in oostelijke richting naar Frederick. Daar kwamen ze op 7 juli aan. Twee dagen later, terwijl de  Zuidelijken zich voorbereidden om naar Washington op te rukken, werden ze tegengehouden door generaal-majoor Lew Wallace in de Slag bij Monocacy.
Na een dag van strijd verjoeg Early de Noordelijken die het enige leger tussen de Zuidelijken en Washington was. Daarna marcheerde Early verder en kwam rond de middag van 11 juli aan bij de noordoostelijke grens van de stad bij Silver Spring. 
Early besliste om de vijand niet aan te vallen die dag zelf. Zijn soldaten hadden net een lange en hete mars achter de rug. Ook had Early geen idee over de sterkte van de Noordelijke fortificaties rond de stad.
Early’s opmars in Maryland had het beoogde effect. Grant stuurde de rest van het VI Corps en het XIX Corps onder leiding van generaal-majoor Horatio G. Wright naar Washington op 9 juli. De transportschepen met de Noordelijke versterkingen arriveerden op 11 juli in de stad rond ongeveer dezelfde tijd toen Early eveneens Washington naderde.

## Noordelijke bevelstructuur
Met de aankomst van het VI Corps kreeg de verdediging van de stad de broodnodige geharde veteranen. Door de aankomst van hun bevelhebber werd de commandostructuur in de hoofdstad nog gecompliceerder. De verdedigingswerken in en rond de stad werd aangevoerd door verschillende generaals die overgeplaatst waren na ziekte of zware verwondingen. Generaal-majoor Alexander M. McCook had geen veldcommando meer gekregen sinds de Slag bij Chickamauga. Hij was nu verantwoordelijk voor de verdediging van de Potomac en Washington. Christopher Columbus Augur, bevelhebber van het Departement of Washington en het XXII Corps die de fortificaties rond de stad bemanden, diende verslag uit te brengen aan McCook. Generaal-majoor Henry W. Halleck gaf het bevel aan generaal-majoor Quincy A. Gillmore die in New York resideerde over een detachement van het XIX Corps in Washington. En brigadegeneraal Montgomery C. Meigs, kwartiermeestergeneraal, nam het bevel op zich van een nooddivisie die bestond uit ambtenaren die onder de wapens geroepen werden. Deze divisie gaf rekenschap aan McCook. Zelfs president Lincoln arriveerde. McCook probeerde enige duidelijkheid te brengen in de bevelstructuur. McCook nam het algemeen bevel op zich. Gillmore kreeg de verantwoordelijkheid voor de noordoostelijke fortengordel (van Fort Lincoln tot Fort Totten. Meigs kreeg de noordelijke forten onder zijn bevel (waaronder Fort Stevens). Martin D. Hardin, bevelhebber van Augurs eerste divisie kreeg de noordwestelijke forten onder zijn hoede. Wright en het VI Corps werden initieel in reserve gehouden, maar McCook stuurde ze naar de  frontlinie om het op te nemen tegen Early’s eenheden.

## De slag
Toen het merendeel van de Zuidelijke eenheden aangekomen en uitgerust was begonnen rond 15.00u de schermutselingen waarbij ze de Noordelijke verdediging aftasten. Dit stuk van de forten werd bemand door eenheden van de XXII Corps onder leiding van brigadegeneraal Martin Davis Hardin. Bij de aanvang van de gevechten arriveerde de voorhoede van het VI en XIX Corps waarbij veteranen gevechtsposities innamen. Rond 17.00u brak de Zuidelijke cavalerie door de Noordelijke voorposten. Een Noordelijke tegenaanval verdreef de Zuidelijke aanvallers. Tot aan het invallen van de duisternis werden soms intense schermutselingen uitgevochten. De Noordelijken werden ondersteund door de artillerie van het fort. President Lincoln, zijn vrouw Mary en verschillende officieren kwamen naar de aanval kijken. Ze kwamen zelfs kort onder vuur te liggen waarbij een dokter gewond raakte.
Bijkomende Noordelijke versterkingen arriveerden van het VI en XIX Corps in de loop van de nacht en vormden een reservelinie. De schermutselingen duurden voort op 12 juli toen Early besliste dat een frontale aanval op de fortificaties te lang zou duren en te veel mensenlevens zou kosten. De Noordelijke artillerie probeerde ondertussen Zuidelijke scherpschutters te verjagen uit gebouwen in de omgeving van het fort. Toen dit niet lukte werden twee brigades en twee reserveregimenten naar buiten gestuurd. De aanval was succesvol maar de Noordelijken verloren wel 300 soldaten.

## Gevolgen
Early trok zich die avond terug naar Montgomery County in Maryland. Op 13 juli stak hij de Potomac over bij White’s Ferry. De buit die de Zuidelijken veroverd hadden werd allemaal getransporteerd naar Virginia. Wright stelde een achtervolgingseenheid in om Early aan te vallen.

## Aanbevolen lectuur
- Cooling, Benjamin F. Jubal Early's Raid on Washington 1864. Baltimore, Maryland: The Nautical & Aviation Publishing Company of America, 1989. ISBN 0-933852-86-X.
- Cramer, John Henry. Lincoln Under Enemy Fire: The Complete Account of His Experiences During Early's Attack on Washington. Baton Rouge: Louisiana State University Press, 1948.
- Leepson, Marc. Desperate Engagement: How a Little-Known Civil War Battle Saved Washington D.C., and Changed American History. New York: Thomas Dunne Books (St. Martin's Press), 2005. ISBN 978-0-312-38223-0.
- Vandiver, Frank E. Jubal's Raid: General Early's Famous Attack on Washington in 1864. Lincoln: University of Nebraska Press, 1988. ISBN 978-0-8032-9610-7.